# Wilhelm Müseler (Reiter)
Wilhelm Müseler (* 1887 in Berlin; † 1952 in Göttingen) war ein deutscher Reiter und Autor einer richtungsweisenden Reitlehre.

## Leben
Wilhelm Müseler wurde militärisch als Reiter ausgebildet und hob sich durch sein ausgeprägtes reiterisches Talent hervor. Als Springreiter war Müseler für die Olympischen Spiele 1916 vorgesehen, die wegen des Ersten Weltkriegs ausfielen. Ende der zwanziger Jahre musste er die aktive Reiterei aus gesundheitlichen Gründen aufgeben. 1933 schrieb er eine Reitlehre, die noch heute als wegweisender Klassiker gilt, der Regeln aufstellt, aber keine Dogmen festschreibt.
Das 1933 im Verlag Paul Parey, Berlin, erschienene Werk zeigte auf dem Einband einen Reiter vom Parthenonfries und war mit vielen Bildern und Skizzen ausgestattet. Einige wenige Missverständlichkeiten wurden in späteren Auflagen korrigiert. Die neuesten Auflagen der Reitlehre sind optisch komplett modernisiert worden und mit neuem Bildmaterial ausgestattet; sie erschienen im Verlag Müller Rüschlikon.
In seiner Reitlehre betonte Müseler die dressurmäßige Gymnastizierung des Pferdes als Grundlage aller Disziplinen, also auch des  Vielseitigkeits-, Spring- und Jagdreitens.
Während des Ersten Weltkrieges gründete Müseler den Parforce Club Berlin und setzte sich stets für den akademischen Reitsport ein. Bei seinem vorläufigen Ausscheiden aus der Armee im Jahr 1919 war er Major, mit seiner Reaktivierung kurz nach Ausbruch des Zweiten Weltkrieges wurde er zum Oberst im Generalstab befördert.
Seine schlichten, in nationalsozialistischem Geist völkisch aufgefassten, auf Romanik, Gotik, Barock und Renaissance beschränkten Arbeiten Deutsche Kunst im Wandel der Zeiten (Berlin 1934), Geist und Antlitz der romanischen Zeit, Geist und Antlitz der Gotik (Berlin 1936), Geist und Antlitz der Renaissance, Geist und Antlitz des Barock (Berlin 1937), Europäische Kunst (Berlin 1940), Europäische Malerei (Berlin 1950) sowie die beiden posthum erschienenen Werke Kunst der Welt (mit Felix Dargel, Berlin 1952) und Wandlungen in der deutschen Dichtung (mit Irma v. Hugo, Göttingen 1955), sind heute in Vergessenheit gefallen.

## Werke
- Reitlehre. ISBN 3-275-01513-3